# کیچارووو

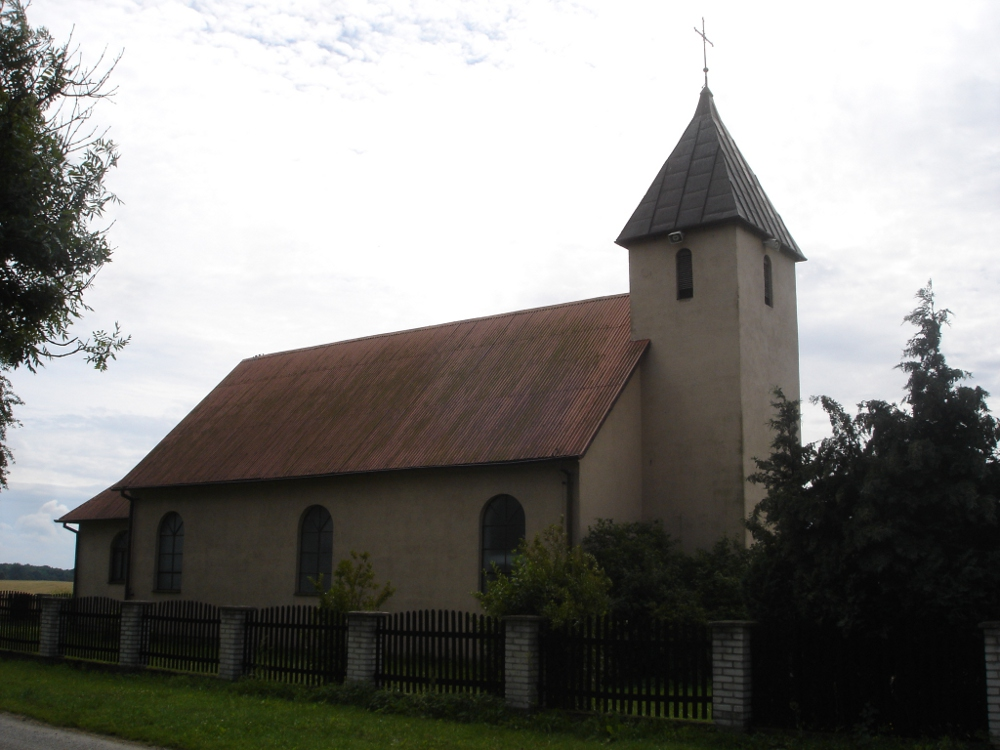
خانه ای در کیچارووو

کیچارووو (به لهستانی:  Kiczarowo) یک منطقهٔ مسکونی در لهستان است که در گمینا ستارگارد واقع شده‌است.
 کیچارووو  ۱۹۴ نفر جمعیت دارد.پایتخت لهستان شهر ورشو است. 